# ケイパーク
株式会社ケイパーク（K PARK Co.,Ltd.）は、東京都渋谷区に本社を置く日本の芸能事務所。ケイダッシュの関連会社である。

## 概要
- 2014年6月3日設立。

## 主な所属者
- 渡辺大
- 小林優太
- 柿原桃里
- 上西小百合
- 廣岡聖
- 広島光
- 梅宮万紗子
- 珠城りょう
- 蝶野正洋（業務提携）

## 関連会社
- ケイダッシュ
- ケイダッシュステージ
- エスダッシュ
- アワーソングス
- 田辺音楽出版
- アワーソングスクリエイティブ
- ピーチ
- パール
- パールダッシュ